# Masacre de la hacienda Los Cocos
La Masacre de la hacienda Los Cocos fue una matanza perpetrada por el Cartel de Medellín, en el corregimiento El Cabuyal de Candelaria (Valle del Cauca), el 25 de septiembre de 1990. El objetivo militar de dicha acción era Hélmer Pacho Herrera, uno de los cuatro miembros de la cúpula del Cartel de Cali. El autor intelectual de la masacre fue Pablo Escobar.

## Antecedentes
Se disputaba una guerra entre el Cartel de Medellín y el Cartel de Cali, fue el tercer intento de Pablo Escobar por asesinar a Hélmer Pacho Herrera. El atentado fue una respuesta al carro bomba que el Cartel de Cali detonó el 13 de enero de 1988 en el Edificio Mónaco de Medellín, donde residía Escobar junto a su familia.

## Hechos
Los perpetradores de la masacre habrían sido contratados por Brances Muñoz Mosquera Tyson en La Estrella (Antioquia), el atentado iba dirigido contra Pacho Herrera del Cartel de Cali. La masacre había sido advertida previamente por el Cartel de Cali a través de cartas enviadas a la Alcaldía de Cali y la Gobernación del Valle del Cauca.
Unos veintitrés hombres, llegaron a la hacienda en un camión vestidos con prendas privativas del Ejército Nacional de Colombia y de la Policía Nacional de Colombia e ingresaron al lugar armados con ametralladoras, fusiles, pistolas y granadas, abrieron fuego contra los asistentes dejando un saldo de 19 personas muertas entre jugadores, un árbitro, cocineras, escoltas y transeúntes; sin embargo Herrera salió ileso y escapó, el atentado sería ordenado por Pablo Escobar, aprovechando que Herrera era un gran apasionado por el fútbol, desde ese momento la clandestinidad de Herrera fue total.
Algunos responsables cómo Ariel Yepes Vargas, Gildardo de Jesús Mejía y Wilmar Alonso Vélez Atehortúa fueron capturados días después en Santander de Quilichao (Cauca).

## Víctimas de la masacre
- Manuel Francisco Ospina
- Francisco Hernán Guerrero Flórez
- Jesús Antonio Torres Domínguez
- Wilmer Giraldo Mesa
- Javier Rivas Ortiz
- Mario Serna Ortega
- María Elsy Ortega
- Juan Diego Valencia Tabarez
- Hugo Octavio Peláez
- Aníbal Román
- Francisco Hernando Flores
- Juan Román Posada Murillo
- Segunda Florentina Arboleda
- John Jairo Hernández Ortega
- Edwin Brand Rodríguez.
- Javier Ríos Ortiz

## En la cultura popular
- La masacre es plasmada en el episodio 10 de la serie En la boca del lobo, bajo producción de Sony Pictures Television y Teleset para UniMás y RCN Televisión.